# Torneio de xadrez de Budapeste de 1926
O Torneio de xadrez de Budapeste de 1926 foi uma Olimpíada de xadrez não oficial realizada em Budapeste de 26 de junho a 15 de julho de 1926 durante o congresso da FIDE. Seis equipes participaram e outros eventos foram disputados no período. Edith Holloway venceu um torneio para mulheres e Emil Zinner um torneio aberto. A equipe vencedora foi a Hungria (Steiner E., Vajda, Sterk, Négyesy, Bakonyi e Zinner S.), seguidos da Iugoslávia (Kostić, Asztalos, Ćirić e György) e Romênia (Balogh, Bródy, Tyroler e Mendelssohn,  Proca).